# Ankylomyrma coronacantha
Ankylomyrma coronacantha ist eine seltene Ameisenart aus Afrika. Wie erst 2014 herausgefunden wurde, ist es eine von nur zwei lebenden (rezenten) Arten der Ameisen-Unterfamilie Agroecomyrmecinae.

## Merkmale
Arbeiterinnen der Art erreichen 6,3 bis 6,8 Millimeter Körperlänge und besitzen eine eigenartige, völlig unverwechselbare Morphologie. Sie sind überwiegend schwarz gefärbt. Die Mandibeln, Teile des Clypeus, Antennen, Tibien, Tarsen und die ersten Sternite des Gaster sind orange- bis rotbraun. Das ganze Tier ist massiv sklerotisiert und gepanzert.
Der Kopf trägt auf der Oberseite eine Skulptur aus Graten, zwischen denen grobe Punktgruben sitzen. Der Hinterkopf ist in eine quere Lamelle verlängert, die in eine Reihe zahnförmiger Vorsprünge ausläuft. Diese „Krone“ stand für den Artnamen Pate (von lateinisch corona: Krone und griech. ἄκανθος ákanthos: Dornblume). Die Komplexaugen sind groß, aus der Kopfkontur hervor ragend und sitzen weit hinten an den Hinterecken des Kopfs. Die zwölfgliedrigen Antennen tragen keine Keule, die Glieder werden aber zur Spitze hin breiter. Ihre Einlenkung wird nach oben von breiten Frontalloben verdeckt. Sie können in eine flache Antennengrube zurückgelegt werden, deren Oberrand unter den Frontalloben durch einen Kiel abgesetzt ist. Der Clypeus ist stark erweitert, nach vorn vorgezogen und bedeckt die Mandibeln in Ruhelage. Diese tragen eine Kauleiste mit fünf groben Zähnen. Ihre Oberfläche ist fein gestreift mit deutlichen Punktgruben. Die Labial- und Maxillarpalpen sind ungewöhnlich lang. Am Rumpfabschnitt (Alitrunk oder Mesosoma) ist das Promesonotum stark angeschwollen und trägt vier Paar dreieckige Zähnchen. Zwei ungewöhnlich lange, spitze Zähne sitzen außerdem auf dem Propodeum. Ein weiterer Zahn sitzt auf der Oberseite des ersten Stielglieds (Petiolus). Vom hinter dem Petiolus und dem zweiten Stielglied (Postpetiolus) sich anschließenden freien Gaster ist fast ausschließlich der stark vergrößerte erste Tergit zu sehen. Der Sternit dieses Segments ist nur als kleiner, kragenförmiger Sklerit am Vorderrand erkennbar, alle anderen Gasterglieder sind klein und teleskopartig in das erste Glied zurückgezogen. Im Inneren des Gaster sitzt ein prominenter Giftstachel. Die Kutikula von Petiolus, Postpetiolus und Gaster trägt ebenfalls recht dicht sitzende, grobe Punktgruben. Die Kutikula trägt sehr kurze, gelbe, steif aufrechte Setae, längere fast nur an den basalen Beingliedern.
Die Art wurde anhand einer Arbeiterin beschrieben, die anderen Stadien sind unbekannt.

## Biologie und Lebensweise
Die seltene Art ist bisher nur zweimal gefunden worden. Aussagen zur Biologie sind deshalb kaum möglich. Nach den Funden ist sie baumlebend (arboreal) und vermutlich räuberisch. Beide Funde stammen aus tropischem Regenwald, einer von 510, der andere von 640 Metern Meereshöhe.

## Verbreitung
Die beiden bisher bekannten Fundorte liegen in Westafrika. Typlokalität ist die Atewa Range in Ghana, der andere Fundort ist der Korup-Nationalpark in Kamerun.

## Phylogenie
Nach ihrer Entdeckung wurde die Art der Unterfamilie Myrmicinae zugeordnet, ihre genaue Position galt aber als unklar und rätselhaft. Überraschenderweise hat eine umfassende molekulare Studie der Myrmicinae durch Philip Ward und Kollegen vom „Ant Tree of Life“-Forschungsprojekt, anhand des Vergleichs homologer DNA-Sequenzen von elf Genen ohne Zweifel ergeben, dass die Art nicht zu den Myrmicinae gehören kann. Als nächster Verwandter erwies sich überraschenderweise die südamerikanische „Armadillo Ant“ Tatuidris tatusia. Damit ist Ankylomyrma der zweite lebende Vertreter der Agroecomyrmecinae, von denen sonst nur fossile Arten bekannt sind. Es handelt sich um eine basale, taxonomisch isolierte Reliktgruppe einst weiter Verbreitung, von der nur diese beiden Arten bis heute überleben konnten. Im Gegensatz zu Ankylomyrma ist Tatuidris rein bodenlebend.